# Gastronomía de los Balcanes

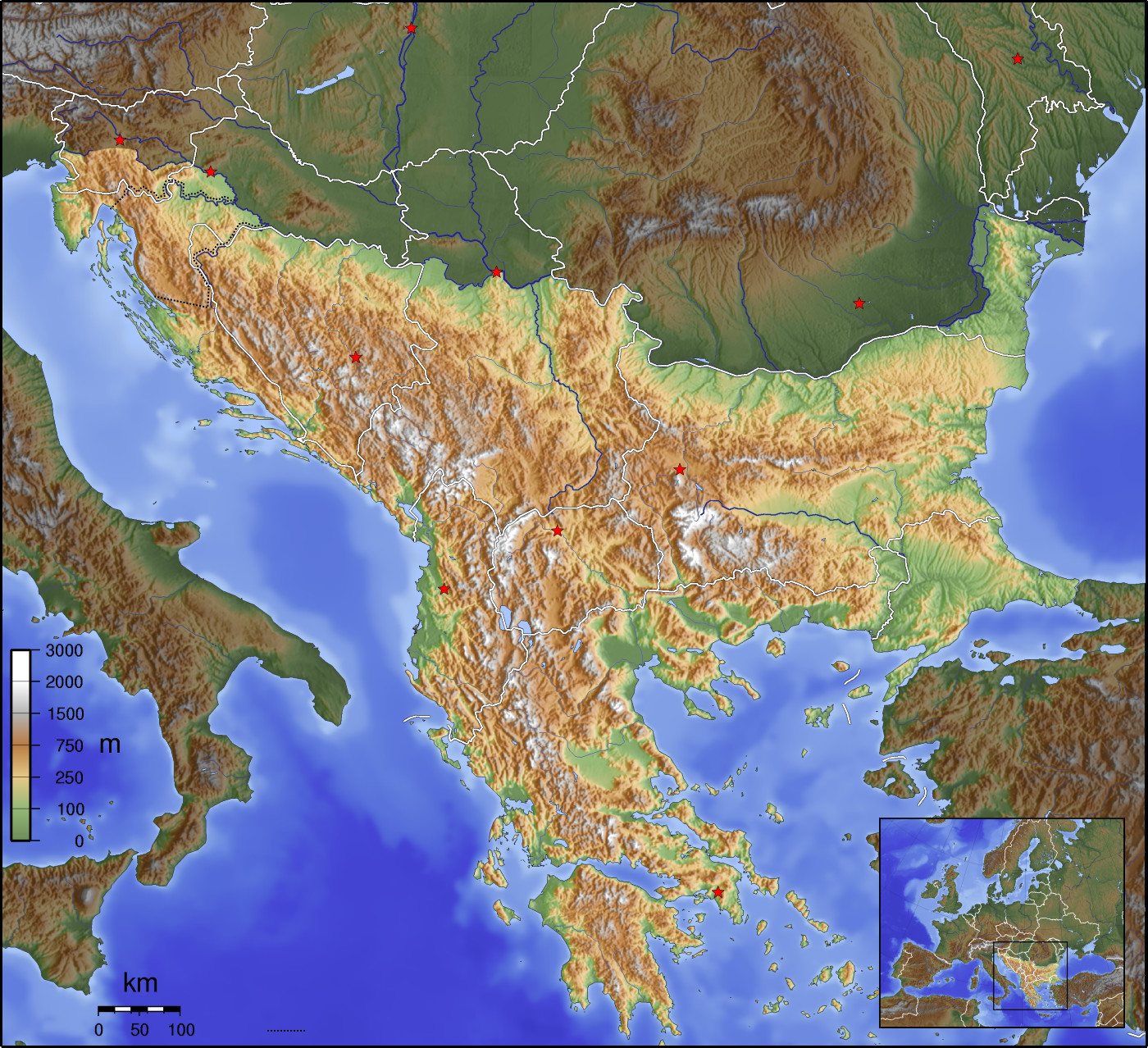
Mapa topográfico de los Balcanes

La Gastronomía de los Balcanes corresponde a las costumbres comunes de los estados, regiones y pueblos localizados  geográficamente en la península balcánica. Se caracteriza por el empleo de una gran variedad de diferentes ingredientes que le convierten en una de las regiones con gran variedad de especialidades culinarias, hay que entender que se trata de una península rodeada del mar Mediterráneo y el mar Negro donde en las poblaciones costeras se tiene abundante pescado, en las zonas de interior predominan las carnes y los vegetales procedentes de una agricultura sobre un clima templado. Posee una mezcla de influencias procedente de los países del este de Europa y de ciertas cocinas mediterráneas.

## Ingredientes
Parte de los países y regiones que se encuentran en los Balcanes tienen contacto e influencias con la cocina mediterránea es por esta razón que algunos de los ingredientes sean comunes a ella. La costumbre de tomar mezze (similar a un aperitivo) es común a la mayoría de estos países. El uso de productos lácteos como ingredientes de algunos platos como es el popular Kaymak.

## Cocinas
- Gastronomía de Albania
- Gastronomía de Bosnia-Herzegovina
- Gastronomía de Bulgaria
- Gastronomía de Croacia
- Gastronomía de Eslovenia
- Gastronomía de Grecia
- Gastronomía de Macedonia del Norte
- Gastronomía de Montenegro
- Gastronomía de Rumania
- Gastronomía de Serbia
- Gastronomía de Turquía